# Protoetiella
Protoetiella is een geslacht van vlinders van de familie snuitmotten (Pyralidae), uit de onderfamilie Phycitinae.

## Soorten
- P. bipunctella Inoue, 1959
- P. venustella (Hampson, 1896)